# Gangjin-gun
Gangjin es un condado en el sur de la provincia de Jeolla del Sur, Corea del Sur.

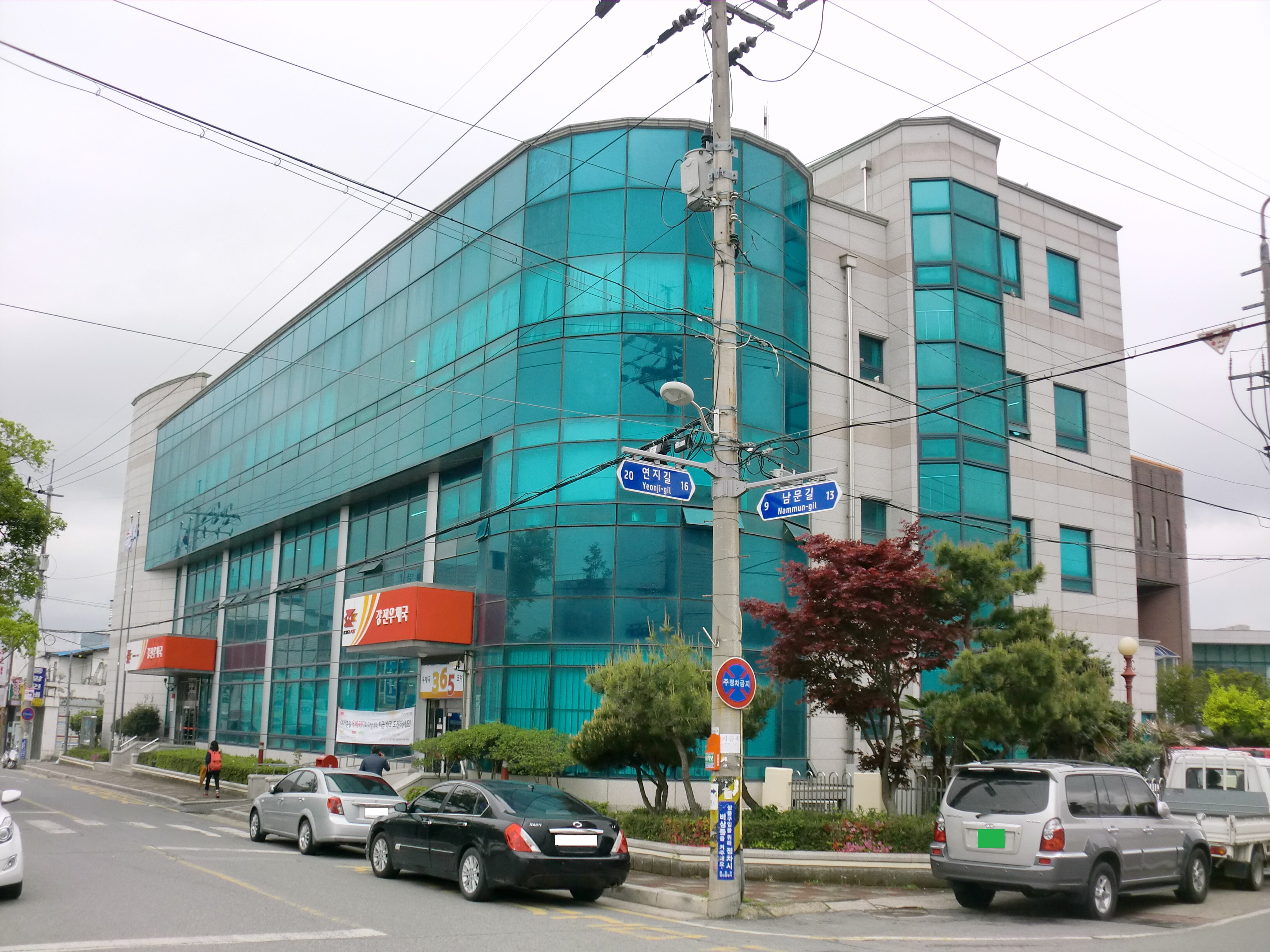
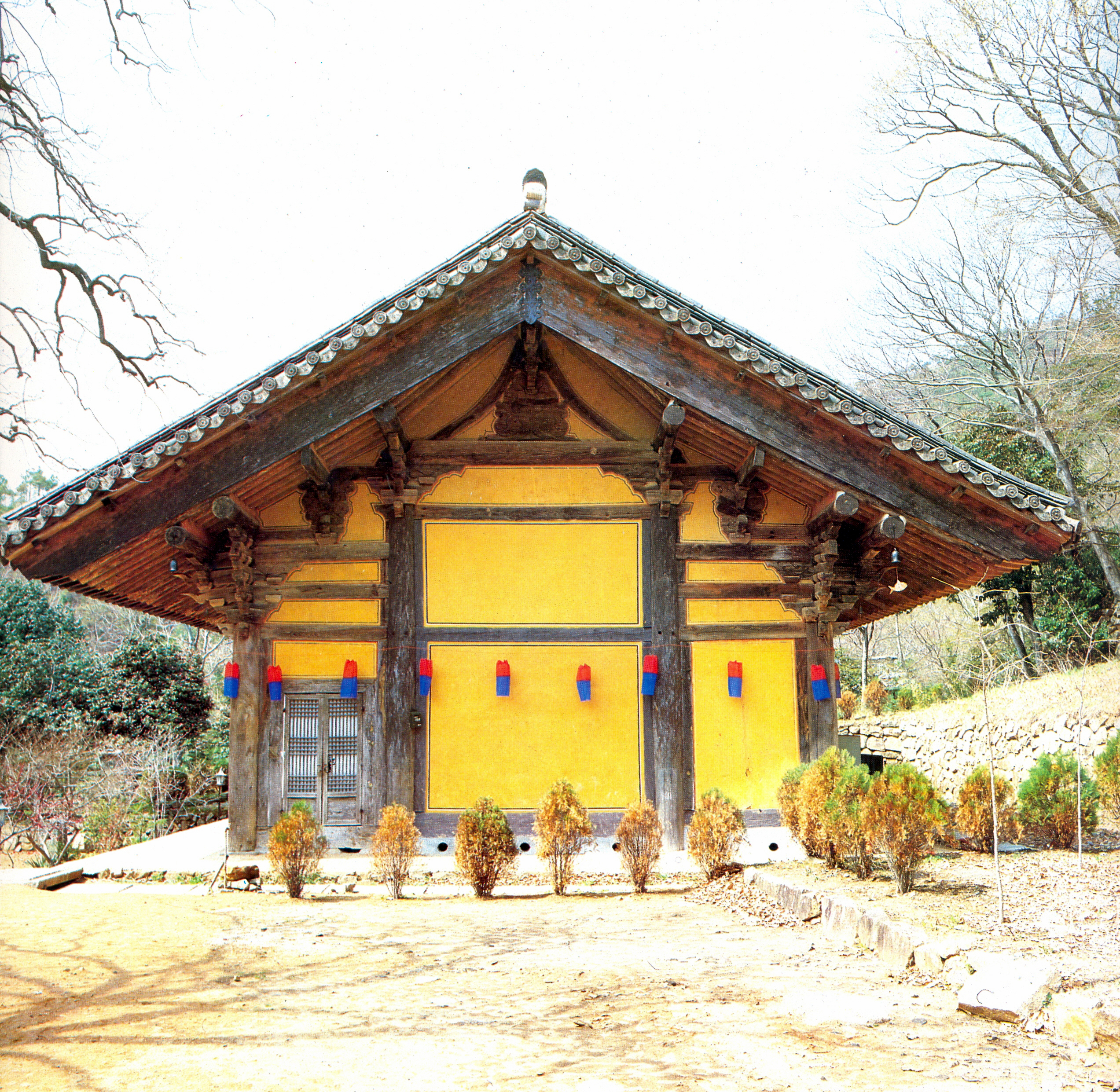
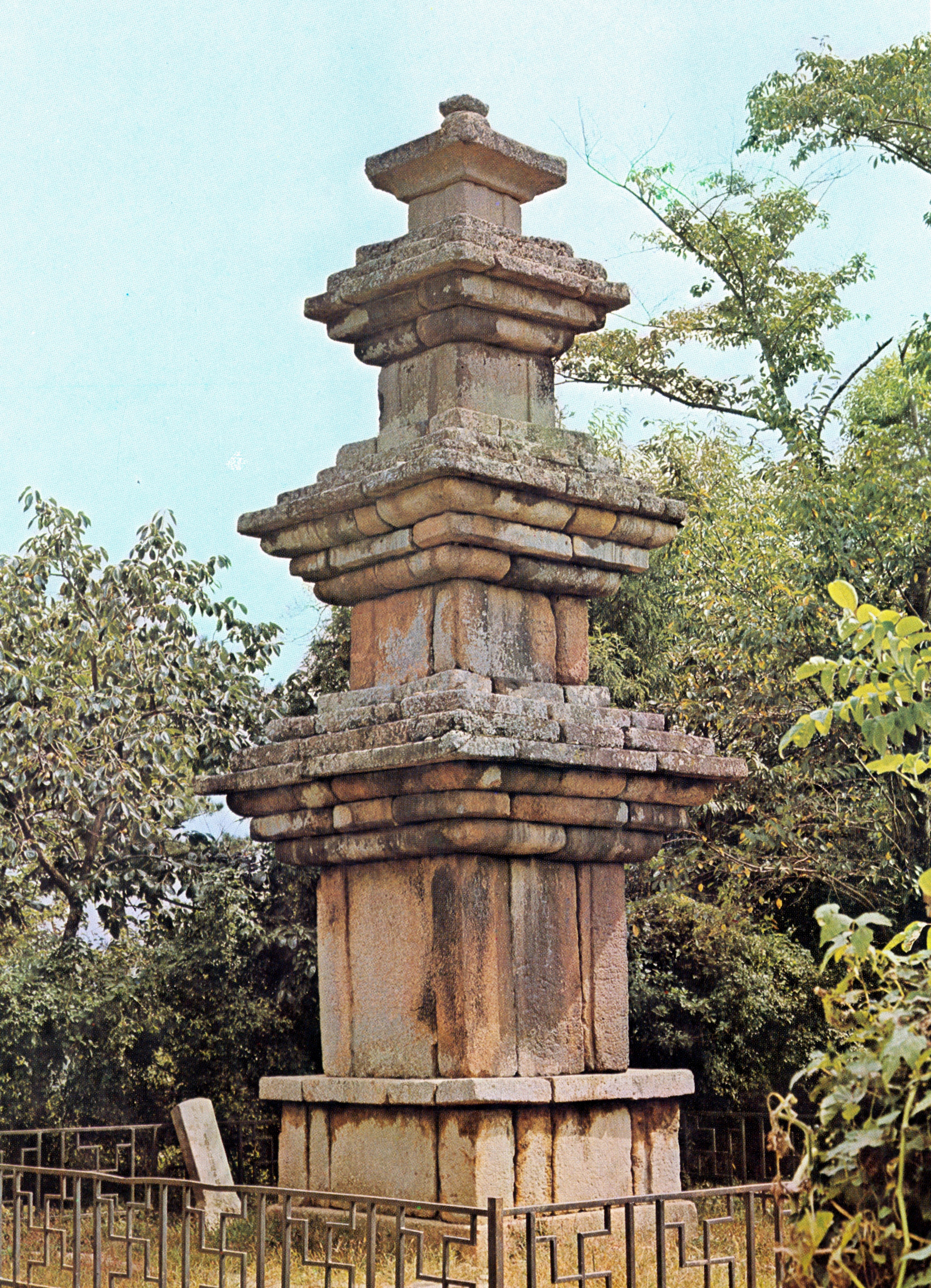

## Lugares de interés
- Geumgok templo (금곡사)
- Baekryeon templo (백련사)
- Montaña Boeunsan (보은산)